# Cimenná
Cimenná (Hongaars: Újvíz) is een Slowaakse gemeente in de regio Trenčín, en maakt deel uit van het district Bánovce nad Bebravou.
Cimenná telt 89 inwoners.